# Хатиев, Магомедгаджи Магомедович
Магомедгаджи Магомедович Хатиев (17 января 1992, Ассаб, Советский район, Дагестанская АССР, СССР) — азербайджанский и российский борец вольного стиля, участник чемпионата мира, Европы и Кубка мира.

## Биография
Родом из села Ассаб Советского района Дагестана. Первые тренеры Руслан Магомедов и Гитихма Ибрагимов. После переезда в Махачкалу занимался у Анвара Ибрагимгаджиева. В 2008 году он стал третьим на своих первых соревнованиях – зональных соревнованиях первенства страны в Элисте. Затем были победы на первенстве России в своем возрасте, после чего поехал на чемпионат Европы среди кадетов, где стал победителем. 18 июня 2010 года ему было присвоено звание мастер спорта России. В 2011 году по приглашению от тренера Магомеда Алиомарова стал выступать за Азербайджан. В 2011 и в 2012 годах становился бронзовым призёром чемпионата Азербайджана. В 2013 году принял участие на чемпионате Европы в Тбилиси, где выступил неудачно, проиграв в первой схватке украинскому борцу Ибрагиму Алдатову. В 2015 году на чемпионате мира занял пятое место, проиграв в схватке за 3 место Сандро Аминашвили. Участвовал на Кубке мира 2016 года, где вновь занял пятое место в весовой категории до 86 кг.

## Спортивные результаты на международных соревнованиях
- Первенство Европы среди кадетов  2009 — ;
- Чемпионат Европы по борьбе 2013  — 11;
- Чемпионат мира по борьбе 2016 — 5;
- Кубок мира по борьбе 2016 — 5;